# Всемирный еврейский союз
Всемирный еврейский союз (фр. Alliance Israélite Universelle; ивр. כָּל יִשְׂרָאֵל חֲבֵרִים‎ — Коль Исраэль Хаверим, или ивр. כי"ח‎) или попросту Альянс — еврейское международное культурное общество, первоначально созданное во Франции и имеющее филиалы в разных странах. Цель союза, определённая в его уставе — «защищать права евреев в странах, гражданами которых они являются». Организация провозглашает идеалы еврейской самообороны и самодостаточности, достигаемой посредством общего и профессионального образования. Всемирным еврейским союзом в XIX и начале XX века были созданы франкоязычные школы для еврейских детей по всему Средиземноморью, в Иране и в Османской империи. Девизом организации является еврейское раввинское постановление «כל ישראל ערבים זה לזה» («Кол исраэль аревим зе лазе»), что означает «Все евреи ответственны друг за друга», которое переведено на французский язык как Tous les israélites sont solidaires les uns des autres.

## История

### Союз в конце XIX века — начале XX века

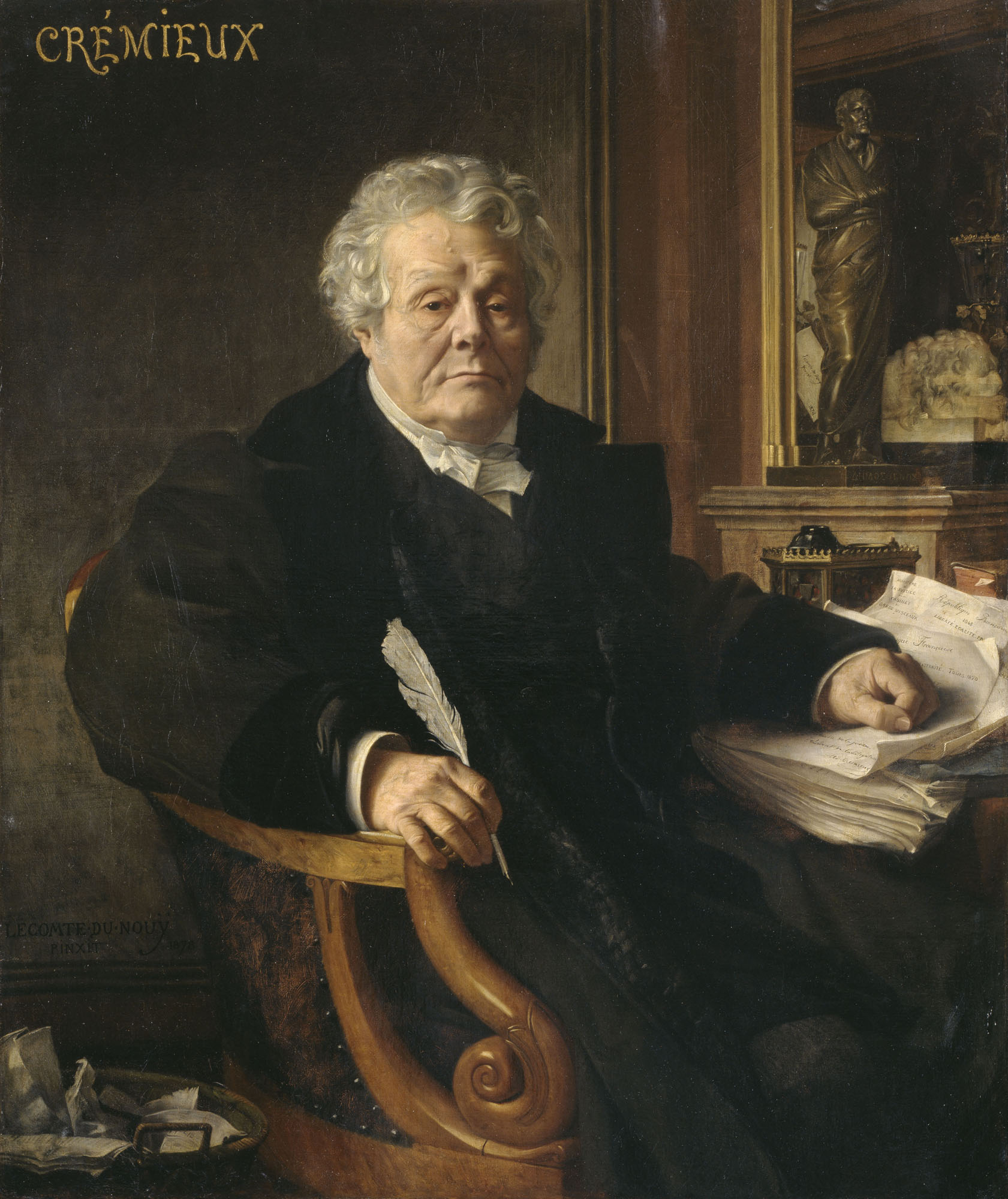
Адольф Кремье, основатель Альянса.

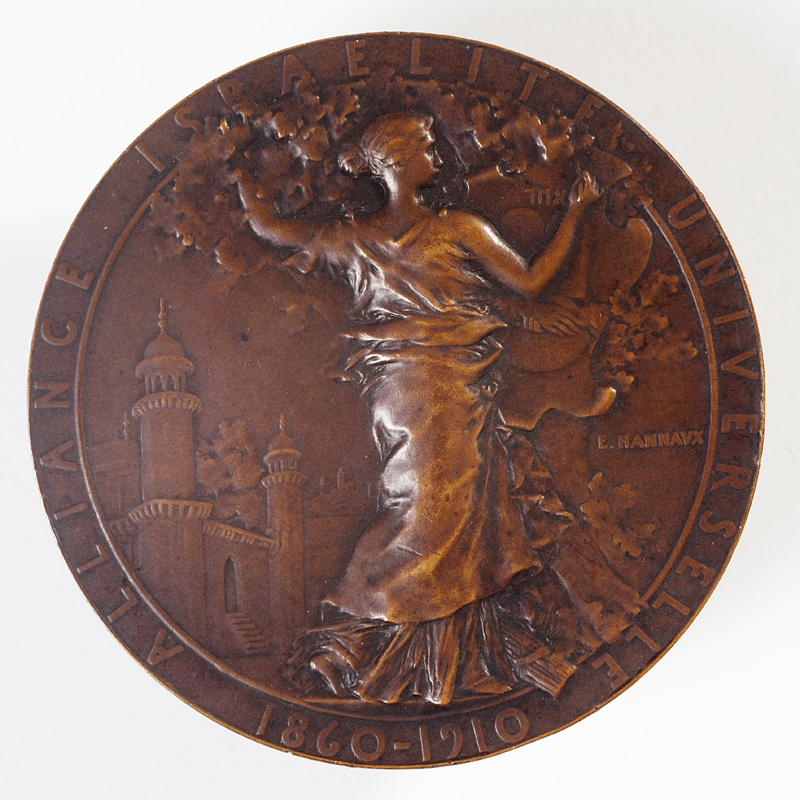
Медаль работы Эммануэля Ханно к 50-летию Всеобщего исраэлитского альянса (1910 г.), хранящаяся в коллекции Еврейского музея Швейцарии в Базеле (инв. № JMS 557): Олицетворение женщины с символикой Альянса. На другой стороне изображен Нарцисс Левен в профиль.

Союз был основан в 1860 году во Франции после двух антиеврейских процессов в разных странах, имевших международный резонанс: кровавого навета в Дамаске 1840 года и принудительного обращения в христианство еврейского ребенка Эдгарда Мортара в 1858 году
До процесса Дрейфуса еврейские общественные деятели и мыслители во Франции считали, что общественные преобразования в их стране полностью освободили евреев от экономического, политического и духовного неравенства. По их мнению, евреи Франции, ставшие равными среди прочих французов, должны помочь евреям мира бороться с проявлениями ненависти к евреям. Путём достижения этой цели Всемирный еврейский союз видел повсеместное распространение французской цивилизации и её социальных преимуществ по всем странам мира, где проживали евреи.
Союз попытался приблизить евреев Ближнего Востока к европейскому образованию и культуре, распространяя среди них французское образование и культуру.
Во-первых, альянс проводил активную политику защиты преследуемых евреев, требуя у французского правительства политической поддержки в этом вопросе, а во-вторых, он вкладывал крупные средства для создания рабочих мест и развития сети профессиональных школ с целью «модернизации» евреев Ближнего Востока, чтобы обеспечить их освобождение, как политическое, так и экономическое. Первая школа Союза была открыта в Тетуане, Марокко в 1862 году.
Первоначально союз был исключительно еврейской организацией. И на сегодняшний день наибольшее число его членов — евреи, но ассоциация сотрудничает со многими выдающимися христианскими деятелями и организациями и пользуется их поддержкой. В первоначальной программе общества провозглашалась задача освобождения евреев от репрессивных и дискриминационных законов в странах их проживания. Так, еще в 1867 году правительства Франции, Италии, Бельгии и Нидерландов продлили существующие договоры со Швейцарией, поставив одним из условий предоставление этой страной полных гражданских и политических прав евреям. В 1878 году представители Альянса изложили положение евреев на Балканском полуострове перед Берлинским конгрессом, в результате чего в Берлинский договор 1878 года были включены требования, чтобы в Румынии, Сербии и Болгарии не было никакой дискриминации по признаку принадлежности к любой религии.
С 1863 года альянс возглавил Адольф Кремье, который оставался на посту президента до своей смерти в 1880 году, а начиная с 1868 года была введена должность вице-президента, которую занял Леопольд Жаваль.
Лидеры Альянса традиционно являлись республиканцами и патриотами Франции, а также по крайней мере до 1945 года они выступали против сионизма.
В период между двумя мировыми войнами Всемирный еврейский союз сотрудничал с многими еврейскими организациями: Американским еврейским комитетом, основанным в 1906 году, Англо-еврейским обществом, а также с Организацией распространения труда (ОРТ), созданной в 1880 году в России.

### Школы

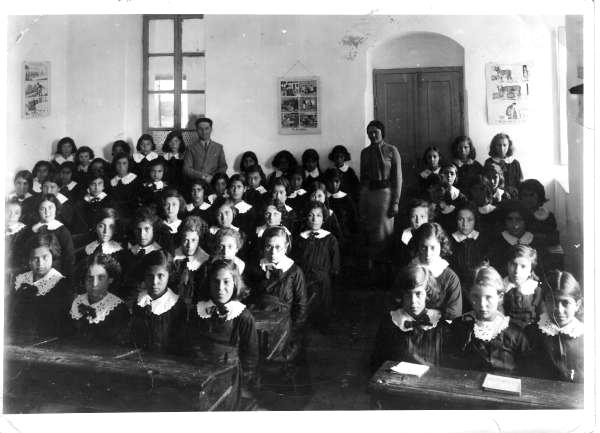
Женская профессиональная школа Альянса в Иерусалиме в 1935 году.

Всемирный еврейский союз более всего проявил себя, открывая школы (как начальные, так и профессиональные) во многих странах, особенно в мусульманских странах Северной Африки и Ближнего Востока . Эти школы обеспечивали современное образование на французском языке и по высоким французским стандартам для местной еврейской молодежи, но также были открыты и для неевреев. Так, в 1939 году в более чем сотне школ Альянса обучалось около 50 000 учеников, в основном в арабо-мусульманском мире. Французские власти считают, что с 1920-х годов Альянс является основным инструментом франкоязычного влияния в мире .
Первая школа Альянса открывается в Тетуане на севере Марокко 23 декабря 1862 года. Проект был предложен основателями Альянса в 1860 году. Его немедленно поддержал вице-консул Франции в Тетуане Менахем Нахон, сам уроженец этого города, и большинство лидеров еврейской общины, в том числе Леви Казес, еврейский мэр Тетуана во время испанской оккупации (1860—1862), затем президент городского совета, хунты. Восемнадцать месяцев спустя, 4.июля.1864 года, в Тетуане открылась первая женская школа Альянса. Тем самым начался процесс открытия местной общины для современной жизни .
Давид Казес, сын Леви Казесв, проходивший обучение в школе Тетуана, затем в Париже, будет одним из главных директоров школ Альянса, сначала в Фессалии, которая была в то время частью Османской империи, а затем в Тунисе, где он сыграл важную роль в отношениях между еврейской общиной и правительством Франции после установления протектората в 1881 году .
Впоследствии Альянс создал множество популярных школ в странах Ближнего Востока и в Палестине (школы в Эдирне и Измире, еврейские школы Стамбула преобразованы в учреждения Альянса, профессионально-техническую школу в Иерусалиме в 1882 году. В 1911 году более 35 % детей школьного возраста среди еврейского населения были зачислены в школы Альянса. В 1914 году 15 стран и 90 населенных пунктов приняли 184 школы Альянса и подготовили 43 700 учащихся (из них 13 700 девочек). Его деятельность приобрела крупные масштабы в конце Первой мировой войны, когда Альянс организовал помощь евреям Польши в 1919 году и России, пострадавшим от голода в 1922 году.

### Альянс и сионизм
На заре своего существования Альянс имел весьма неоднозначные отношения с сионистским проектом, поскольку их цели были противоположными. Альянс стремился сделать евреев частью французской политической нации, выступая за расширение преподавания французского языка и культуры среди еврейских общин в диаспоре. Поэтому руководство Альянса враждебно относилось к стремлению сионистов организовать еврейское национальное государство на террии Палестины.
Однако по инициативе члена Центрального совета Альянса Шарля Неттера (1882—1882) в 1870 году в Палестине была основана сельскохозяйственная школа Микве-Исраэль. После Первой мировой войны Всемирный еврейский союз поддерживал создание еврейского национального дома в Палестине, как это было объявлено декларацией Бальфура, хотя и считал Палестину лишь второстепенным (и временным) убежищем для некоторой части евреев. продолжая, тем не менее, отрицать какую-либо обоснованность еврейской национальной идентичности, считая эту идентичность опасной для будущего существования евреев в диаспоре, где в первую очередь следовало бороться за их достойное существование(Nicault, 2001).
В частности, во Франции Альянс активно защищал интеграционную политику.

### Альянс во время Второй мировой войны
Во время немецкой оккупации, руководящие органы Альянса были распущены, а его имущество и архивы разграблены фашистами
Несколько лидеров Союза погибли в 1941—1942 годах. С 1940 по март 1942 года центральный комитет собирался только четыре раза в Лионе.
С другой стороны, генерал де де Голль поддерживал связь с Альянсом через юриста Рене Кассена (с 1943 года). В Лондоне, а затем в Алжире был восстановлен руководящий комитет Союза. Свободные французские силы взяли на себя охрану школ Альянса в странах Леванта.

### Альянс после войны

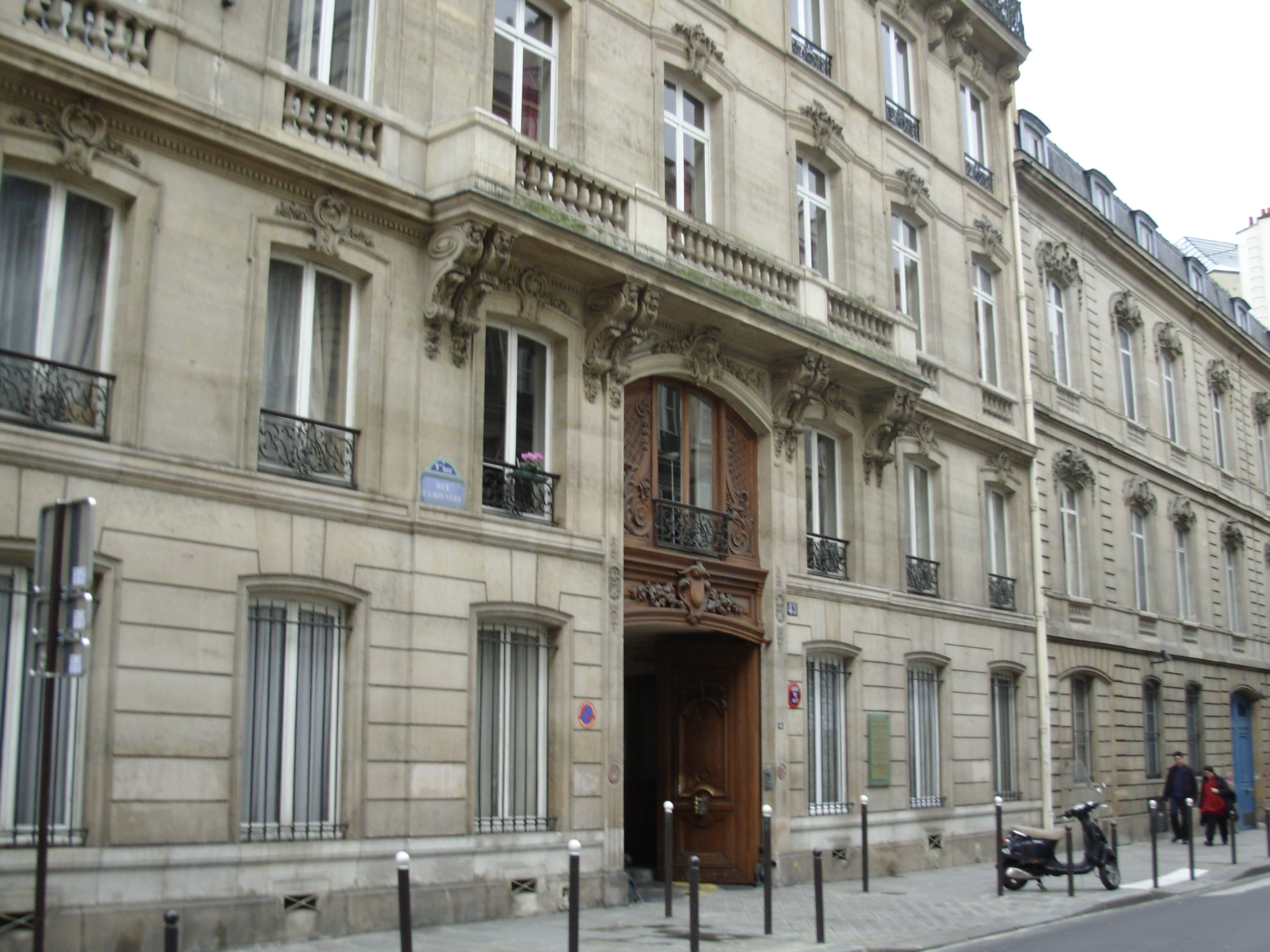
Вход в штаб-квартиру Еврейского исторического общества в Тунисе и Всемирного еврейского союза в Париже

Рене Кассен возглавлял Альянс с 1943 года до своей смерти в 1976 году. Он стремился подчеркнуть преемственность Альянса до и после войны, так же как де Голль подчеркивал, что послевоенная Франция является преемницей Франции довоенной. После войны вице-президентами Альянса стали Морис Левен, Жюль Брауншвиг и Рене Майер, а Андре Голде, казначей Альянса в 1930-х годах, вернулся к своим обязанностям. Генеральным секретарём центрального комитета стал Эжен Вейль, а в сам центральный комитет вошли как старые, так и новые члены, проявившие себя во время войны.
Декларация Альянса, опубликованная 11 ноября 1945 года, подчеркивает три основных момента:
- осуществление образовательной деятельности и распространение французского языка в школах Альянса[11];
- защита прав человека во всём мире, в том числе, прав евреев, каковые считаются особенно чувствительными показателями состояния прав человека в любой стране
- защиты условий жизни евреев, там, где они есть, уже недостаточно: теперь Альянс включает в свои действия „палестинский компонент“, учитывая, что евреям иногда невозможно интегрироваться[2].

Хотя геноцид европейских евреев привел к ослаблению позиций Альянса, Альянс поддерживает планы восстановления еврейских общин в Европе, что входило в противоречие с проектами Еврейского агентства.
После создания государства Израиль в 1948 году Альянс открыл свои школы в Иерусалиме, Хайфе, Тверии и Тель-Авиве, а также школу для глухонемых. В 1950 году эти школы и сельскохозяйственная школа Микве-Исраэль были переданы Министерству образования Израиля. Альянс, однако, продолжает финансировать эти учебные заведения.
В 2010 году почти 20 000 учеников в школах Альянса изучали французский в качестве основного или иностранного языка, что сделало это культурное общество одной из крупнейших сетей распространения французского языка в школах. в мире . Развитие этих школ в основном происходит в Израиле (7000 учащихся), Франции (1700 учащихся), Марокко и Канаде (5300 учащихся) .

## Президенты
- Луи-Жан Кенигсвартер (1860—1863)
- Адольф Кремье (1863—1867)
- Саломон Мунк (1867—1867)
- Адольф Кремье (1868—1880)
- Саломон Хаим Гольдшмидт (1882—1898)
- Нарцисс Левен (1898—1915)
- Арнольд Неттер (1915—1920, временный)
- Сильвен Леви (1920—1935)
- Арнольд Неттер (1936—1936)
- Жорж Левен (1936—1941)
- Рене Кассен (1943—1976)
- Жюль Брауншвиг (1976—1985)
- Адольф Стег (1985—2011)
- Марк Айзенберг (2011-)

## Местонахождение
До конца 2016 года штаб-квартира МАС находилась по адресу: rue La Bruyère, дом 45 (9- й округ Парижа), а затем была перемещена на улицу Avenue de Ségur, дом 27 (7- й округ Парижа).
Его головной офис находится по адресу: улица авеню дё Сегюр, дом 27 (седьмой округ Парижа), а его библиотека — по адресу: улица Микеланджело, дом 6-А (16 — й район Парижа).

## Память

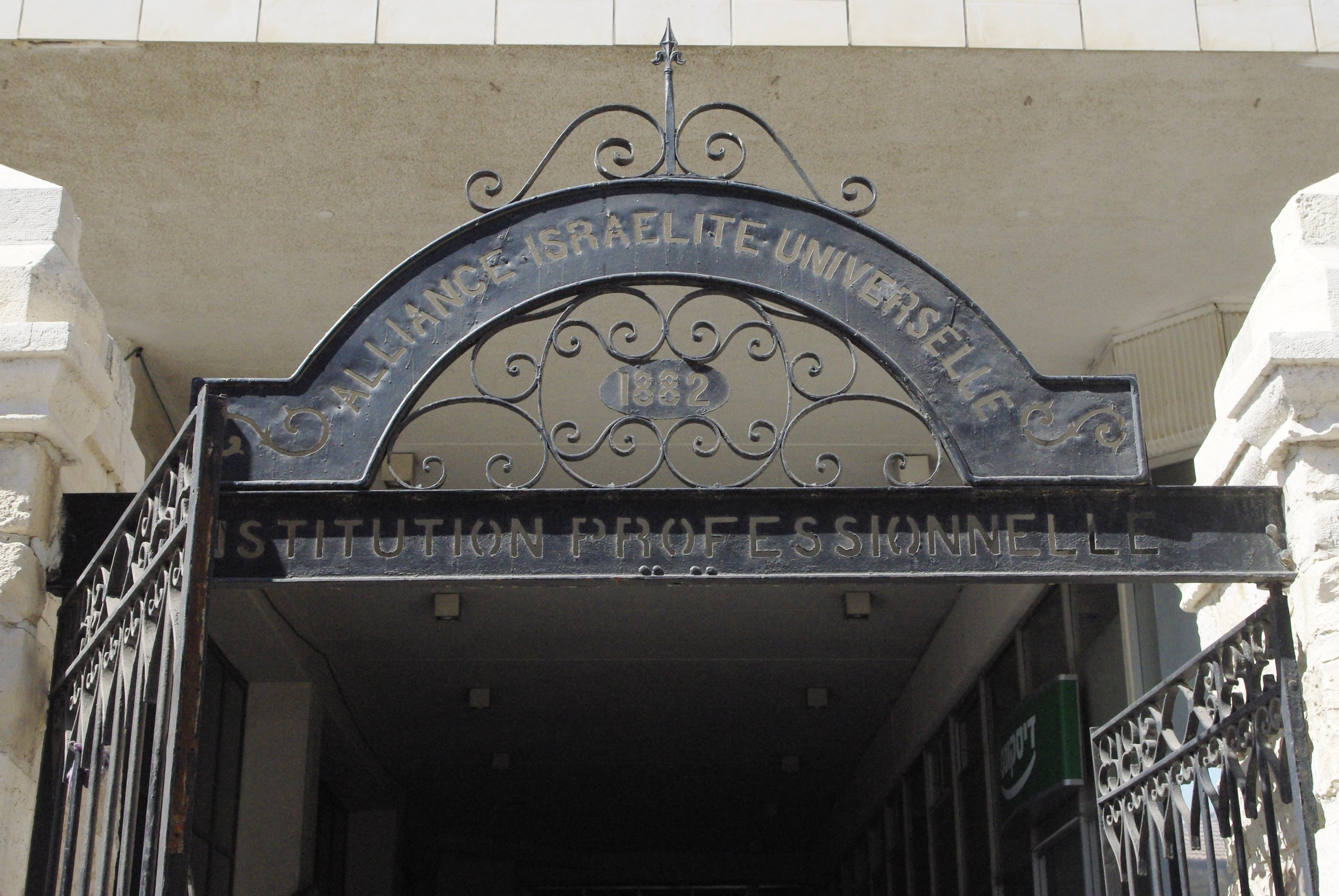
Ворота бывшей профессиональной школы Альянса в Иерусалиме, на улице Яффо (1882).

В центре Иерусалима, неподалёку от места, где размещалась профессиональная школа Альянса для девочек в честь организации названа улица Киах (כי»ח). Этой школе посвящена также и картина на стене одного из домов в этом районе.